# Бонго Ондимба, Али
Али Бонго Ондимба (фр. Ali Bongo Ondimba; имя при рождении — Ален Бернар Бонго (фр. Alain Bernard Bongo); род. 9 февраля 1959, Браззавиль, Республика Конго) — габонский политический деятель, президент Габона c 16 октября 2009 по 30 августа 2023 года, министр обороны Габона с 1999 по 2009 год, министр иностранных дел Габона в 1989—1991 годах. Сын президента Габона в 1967—2009 годах Омара Бонго и Пасьянс Дабани.

## Биография

### Ранняя жизнь
Али Бонго родился в Браззавиле спустя несколько месяцев после Французского конституционного референдума 1958 года, в результате которого прекратила своё существование Французская Экваториальная Африка и появилась независимая Республика Конго.
Его отец Альбер-Бернар Бонго (позже Омар Бонго Ондимба), а мать Жозефин Кама (позже Пасьянс Дабани).
Детские годы и юность провел во Франции. В 1977—1981 годах изучал юриспруденцию в Сорбонне. Получил степень доктора в Уханьском университете в Китае. В 1977 году выпустил альбом «A Brand New Man», спродюсированный Чарльзом Боббитом.

### Политическая карьера
После возвращения в Габон стал членом правящей Габонской демократической партии, уже в 1983 году вошел в Центральный комитет партии. В сентябре 1986 года был избран членом Политбюро.
В 1989—1991 годах был министром иностранных дел Габона (был вынужден оставить пост после принятия новой конституции, согласно которой министром не могло быть лицо моложе 35 лет). На протяжении 1990-х годов был депутатом парламента.
В 1999 году получил пост министра обороны в правительстве.
На парламентских выборах в декабре 2001 года Бонго был избран в Национальную ассамблею в качестве кандидата от Демократической партии провинции Верхнее Огуэ. В 2003 году занял пост заместителя председателя правящей партии. В 2005 году был координатором президентской компании отца Омара Бонго. После смерти отца выступил с обращением к нации и занимал центральное положение на церемонии похорон.
30 августа 2009 года в Габоне состоялись президентские выборы в связи со смертью бывшего президента Омара Бонго. В выборах приняли участие около двух десятков кандидатов, однако Али Бонго пользовался негласной поддержкой властей. В день выборов Али Бонго заявил о своей победе.

### Выборы и президентство
Омар Бонго скончался в испанской больнице 8 июня 2009 года. Этой ночью по телевидению выступил Али Бонго, призвал народ «к спокойствию, душевной безмятежности и благоговению для сохранения единства и мира, столь дорогих нашему покойному отцу».
Будучи назначенным на ключевые должности своим отцом, многие считали вероятным, что он станет преемником своего отца после смерти последнего в июне 2009 года. Однако некоторые сообщения в прессе предсказывали борьбу за власть, предполагая, что «ожесточенное соперничество» существовало между Бонго и его сестрой Паскалиной, которая была директором президентского кабинета. Степень поддержки Али Бонго в руководстве партии также подвергалась сомнению в прессе, и утверждалось, что многие габонцы «видят в нём избалованного ребёнка, родившегося в Конго — в Браззавиле, выросшего во Франции, с трудом говорящего на языках коренных народов».
Бонго был одним из десяти кандидатов, которые подали заявки на то, чтобы стать кандидатом от Демократической партии на досрочных президентских выборах, намеченных на 30 августа 2009 года.
Заместитель генерального секретаря Демократической партии Анхель Ондо объявил 16 июля, что руководство партии на основе консенсуса выбрало Али Бонго в качестве кандидата, хотя это решение ещё нужно было официально подтвердить на партийном съезде. Соответственно, 19 июля внеочередной съезд партии назначил Бонго своим кандидатом. По этому случаю он поблагодарил делегатов за их выбор, заявив, что «осознает законные опасения» народа; он поклялся бороться с коррупцией и «перераспределять доходы от экономического роста» на посту президента.
Несмотря на выдвижение в качестве кандидата в президенты, Али Бонго остался министром обороны в правительстве, которым был назначен 22 июля 2009 года. Оппозиция решительно протестовала против членства Бонго в правительстве. После того, как временный президент Роуз Франсин Рогомбе заявила, что Бонго будет отстранён, чтобы все кандидаты были в равных условиях на выборах, министр внутренних дел Жан-Франсуа Ндонгу был назначен на смену Бонго на посту министра обороны, когда 15 августа 2009 года официально началась избирательная кампания.
4 сентября 2009 года Конституционный суд Габона одобрил итоги президентских выборов, согласно которым Али Бонго стал новым главой государства с 41,7 % голосов. В прямой трансляции по габонскому телевидению суд официально объявил его новым президентом страны. Церемония вступления в должность прошла 16 октября.
Президентство Али Бонго характеризуется ухудшением отношений с Францией, по сравнению с годами правления Омара Бонго. Французские власти на протяжении долгого времени (2008—2017 гг.) проводили антикоррупционное расследование, прямо затрагивающее собственность семьи Бонго. Кроме того, Али Бонго был менее авторитетным политиком, чем отец, поэтому Габон уже не мог быть столь же активным игроком в африканской дипломатии. На фоне ухудшившихся отношений с Францией в 2012 году Бонго даже пригрозил сменить официальный язык Габона с французского на английский.
Состав нового правительства был объявлен 17 октября. Он был сокращён до 30 министров, тем самым выполнив обещание кампании Бонго сократить размер правительства и тем самым сократить расходы. Правительство также в основном состояло из новых лиц, в том числе многих технократов, хотя несколько ключевых министров, такие как Поль Тонги (министр иностранных дел), Жан-Франсуа Ндонгу (министр внутренних дел) и Лор Ольга Гонджу (министр связи), сохранили свои посты.
9 июня 2011 года Али Бонго и Барак Обама встретились в Белом доме.
В августе 2015 года во время празднования 55-летия страны Али Бонго заявил, что передаст все деньги, которые унаследовал от отца, в фонд молодёжи Габона. Объясняя своё решение, он сказал, что «мы все наследники Омара Бонго Ондимбы» и что «ни один габонец не должен оставаться на обочине дороги».
В августе 2016 года с небольшим перевесом Али Бонго победил на президентских выборах и был переизбран. Кандидат от оппозиции Жан Пин не признал результаты выборов, заявив о своей победе. В начале сентября в столице Габона прошли массовые беспорядки, в ходе которых было сожжено здание парламента. Али Бонго вновь обратился в Конституционный суд, который снова признал его победу на выборах президента Габона. Инаугурация состоялась 27 сентября 2016 года.
В 2016 году Али Бонго Ондимба был номинирован на премию «Global Citizen Award» Атлантическим советом. Он отказался от её получения, так как не смог приехать в Нью-Йорк на церемонию награждения из-за протестов на фоне президентских выборов.
В октябре 2018 года у Али Бонго Ондимбы случился инсульт, после которого он был госпитализирован 24 октября в клинику Эр-Рияда. Восстановительное лечение проходило в Марокко. С 24 октября 2018 года по 1 января 2019 года Бонго не появлялся на публике, что привело к безудержным слухам о возможности того, что он мог умереть или стать недееспособным. 1 января 2019 года Бонго выступил со своим первым публичным выступлением в виде видео, размещённого в социальных сетях, чтобы опровергнуть слухи о своей смерти. Несмотря на это, многие антибонгийские активисты, живущие за границей, подвергли сомнению легитимность видео, при этом некоторые утверждали, что человек, давший интервью, был не Бонго, а двойником. В августе 2019 года Бонго впервые появился на публике после инсульта.
7 января 2019 года военные Габона захватили станцию государственного радио и объявили о создании Национального совета реставрации. Но позднее в тот же день министр по делам коммуникаций Ги-Бертран Мапонга заявил, что четверо из пяти главных путчистов были арестованы в столице силами правопорядка, ещё один объявлен в розыск.
В результате отсутствия Бонго в политике по медицинским причинам Габон стал свидетелем распространения официальной коррупции, направленной против предприятий, принадлежащих иностранцам.
30 августа 2023 года, после того, как на выборах Бонго был переизбран на новый срок, военные Габона совершили переворот, в ходе которого президент был отстранён от власти и были распущены Сенат, Национальное собрание, Конституционный суд и избирком. Военными был создан Комитет по переходу и восстановлению институтов, принявший на себя полноту государственной власти.

## Личная жизнь
Женат на Сильвии Бонго Ондимбе. Есть дочь Малика Бонго Ондимба и два сына, Нуреддин Эдуард Бонго Валентин и Джалил Луис Бонго Валентин.
В 1994 году Али Бонго женился на своей второй жене, американке Инге Линн Коллинз Бонго из Лос-Анджелеса, Калифорния. На момент избрания Али Бонго президентом Инге Бонго жила на продовольственные талоны в Калифорнии, а позже она подала на развод в 2015 году.
Бонго также известен как музыкант, он часто пишет песни для своей матери Пасьянс Дабани.